# 覇-LORD-
『覇-LORD-』（は・ロード）は、原作：武論尊、作画：池上遼一による日本の漫画。三国志を題材としている。『ビッグコミックスペリオール』（小学館）にて連載された。
2004年9月10日から連載を開始した。2011年に4ヶ月の中断を挟んで6月10日発売号から連載再開（月1回連載に）、2012年2月10日発売号から『SOUL 覇 第2章』（ソウル ロード だいにしょう）と改題し、2013年1月11日発売号まで連載された。
2007年2月にはSANKYOが『CRフィーバー覇-LORD-』を販売した。

## ストーリー
舞台は中国後漢末期から三国時代。西暦184年、卑弥呼の倭統一に貢献した奴国の勇将・燎宇は後漢の“覇”を握ることを決意する。単身で後漢・幽州に渡り、そこで劉備、関羽、張飛の三兄弟に出会う。燎宇はこの3人と行動を共にするが、やがて劉備が極悪非道の人間と知る。ある日、劉備が新しい剣の試し斬りを目的に罪人を殺害しようとするが、燎宇はこれを阻止し、さらに劉備の首を刎ねてしまう。関羽、張飛は憤慨するが、燎宇はこの2人が純粋な気持ちで劉備に従ってはいなかったということを見破り指摘する。その後、関羽、張飛は燎宇の行動、思考を目の当たりにし、燎宇を新たな劉備として仕立て上げることを決意する。3人は桃園で新たに義兄弟の誓いを交わした。

## 登場人物

### 劉備軍
燎宇/劉備玄徳（りょうう/りゅうびげんとく）
劉備軍の大将。元は倭人で、卑弥呼の倭統一に貢献した奴国の武将である。卑弥呼とは恋愛関係にあり、その気になれば倭を統治できたが、あえてその想いを断ち覇を握る為に単身漢へ渡る。
流れ着いた幽州で劉備、関羽、張飛と出会い、大陸覇道の一歩として3人を仲間に加える事を考えるが、残虐非道な劉備を見限り殺害した。関羽の発案により自分が劉備に成り代わる事となり、新たに関羽、張飛と桃園の誓いを交わした。
本物の劉備が使う予定だった首刀を装備する。武術や戦術にも優れ、趙雲の槍捌きを見切り、飛矢を素手で掴む。強固な信念と漢人に無い独特の思想を持ち、その行動や発言で周囲を驚嘆させる。張角に見込まれて直轄軍を手中に収め、厳政など黄巾の将をも配下に置いた。
関羽雲長（かんううんちょう）
劉備軍の将。洛陽の都がある司隷の生まれ。少年時代時に母と妹を亡くすが、桓帝の側室である王珠と出会い、漢王朝を母とすることを誓う。党錮の禁の際、漢王朝の腐敗を救うために十数騎で挙兵したが、その半ばで味方が豪商の塩蔵を襲いに走り、結果塩泥棒の一味に成り下がる。その後幽州へ流れて劉備、張飛と義兄弟の契りを交わした。しかしこれは劉備の「中山靖王末裔」という御旗が欲しかっただけであり、張飛と同じく純粋に彼に従っていたわけではない。
燎宇と出会い、後に燎宇が劉備を殺害すると、燎宇を劉備に仕立て上げる事を発案。新たに燎宇、張飛と桃園の誓いを交わした。“都人”の驕りから倭人の燎宇や田舎者の張飛を見下し、衝突もするが、それを張飛に諌められる。更にある事件を契機に自分の命を燎宇の命を引き換える事を決意する。
偃月刀を自在に操り、呂布と互角に渡り合うほどの卓越した武芸に加え、学才・商才も持ち合わせる。ただし張済相手に一騎討ちで苦戦したりする等、旧来の武神と称えられる程の強さではない。
容姿は短髪、筋肉質の細身に描かれており、これも旧来描かれることの多かった恰幅の良い大男とは差異がある。趙雲と呂布の子である関平の養父でもある。
張飛益徳（ちょうひえきとく）
劉備軍の将。劉備、関羽とは義兄弟だが、自身が惚れていた花琳を力ずくで奪うなどした劉備に恐怖を抱いており、関羽と同じく純粋に彼に従っていたわけではない。燎宇を新たな劉備とする関羽の案に反対するが、燎宇によって再び花琳に引き合わされた事で考えを改め、燎宇・関羽と新たに桃園の誓いを交わした。
良くも悪くも直情的な性格で、粗暴、短慮、酒好きだが涙もろく義理堅い。女性や子供には優しく、献帝、曹丕、孫策らにも慕われる。肥満体だが蛇矛を自在に操る怪力を誇り、劉備軍の主力として活躍する。
趙雲子龍（ちょううんしりゅう）
劉備軍の将。実は女性で、付け髭で変装している。諸国修行中に燎宇等と出会い、燎宇に心服する。劉備軍への誘いを辞して公孫瓚の下で働き、その後劉備軍輜重隊の警護兵となった。呂布に攫われた麗甘を助ける為に自らの処女を呂布に捧げ、その子を身篭った。子供は堕ろすつもりであったが、母となる喜びを燎宇に諭される。子は諸葛亮により関平と名付けられ、3年間女性として関平を育てた。後に燎宇の暴挙に心を痛め、曹操の元に身を寄せるが曹操の策略により嵌められ、首を刎ねられるが実は影武者であり本物の趙雲は牢獄に捕らえられていた。
女性ではあるが槍の腕前は一流で、槍を繰り出す速さは張飛でも見切れない。その才能は関平にも受け継がれた。
江茗（こうめい）
劉備義勇軍の兵。一族を全員殺害された過去を持っている。初期の劉備義勇軍で隆義と組む。初陣で戦場の現実を知り戦いから身を引こうと考え始めるが、燎宇が黄巾兵首領の一族の殺害を阻止したのを見て感動し、燎宇に従いていく。
劉備が曹操軍に破れた時に投降し、曹操軍の青洲兵となる。劉備に対する恩義は忘れておらず、自分達の国を作る為と決意を新たにする。
隆義（りゅうぎ）
劉備義勇軍の兵。結婚したばかりの嫁がおり、生きる為に義勇軍に志願した。江茗とは対照的に戦場での殺し合いをある程度覚悟している。殺し合いを恐れる江茗を気遣う優しい一面も持っている。
張角（ちょうかく）
白衣・長髪・長い髭の大男として描かれる。太平道を興し、黄巾の乱を首謀したが、あくまで王朝の権力争いに端を発した民の窮状を思った上での蜂起で、民のために一刻も早い平定を望む。劉備の器量を見抜いて直轄軍を託す、諸葛亮を王珠に託すなど手を打つが、肺を病み「志半ばで病死」した。
麗甘（れいかん）
幽州の村の娘。明鈴と共に倭から流れ着いた燎宇に出会う。村を焼き討ちされ、明鈴を殺された後は劉備（燎宇）と行動を共にし、その後王珠、諸葛亮、関平と暮らす。燎宇に強い恋心を抱きながらも、自分の代わりに呂布に犯された趙雲への感謝と負い目から、あえてその気持ちを秘めたままにしている。
王珠（おうじゅ）
元・桓帝の側室で、慈愛と理念をもつ女性。行啓中に瀕死の妹を抱いた少年（関羽）に出会い、妹を抱き上げた。その後、帝への諫言を何進に退けられ、さらに十常侍によって光を失い、都を追われた。旅路で張角と劉備軍に出会い、関羽とも再会する。人柄を知った張角に諸葛亮の養育を託され、麗甘、関平と暮らす。
諸葛亮孔明（しょかつりょうこうめい）
王珠の下で育てられている子供。3歳で孫子を読み、その意を解する。張角によって才を見出され、張角が自身の死期を悟ると王珠に身柄を預けられた。関平の名付け親でもある。
関平（かんぺい）
王珠の下で育てられている子供。趙雲と呂布を両親に持つサラブレッドであり、幼少の頃から武芸の才能を現している。実父・呂布には会った事がなく、関羽が養父となっている。趙雲が縫った首巻きを白夜に取られ、その首巻きは白夜の飼い主である呂布が所有している。
公孫瓚伯珪（こうそんさんはくけい）
正史には秀麗で威風堂々とした容姿との記述があるが、本作ではそれとは対照的に短足で肥満体である。 劉備とは同門だったが、醜男とからかわれていたことから内心嫌っていた。そのため、燎宇が成り代わったことはさほど問題視せず、初対面の燎宇に自分が醜男か尋ねたところ、臆面もなく肯定した燎宇を気に入り、劉備軍との同盟関係を継続した。
張燕（ちょうえん）
黒山賊の首領。ともに醜男を理由に妓楼への登楼を断られた公孫瓚とは義兄弟。

### 曹操軍
曹操孟徳（そうそうもうとく）
曹操軍の大将。漢王朝の武将だが漢の衰退にも乗じ覇望を抱く。劉備、孫堅らの力を認めつつも、彼らに先んじて覇を握ろうと様々な策をめぐらす。鋭敏だが冷徹な性格で、窮地を切り抜ける為には部下を切り捨てることも厭わない。郎官時代に倭の使者として来訪した燎宇と会ったことがあり、その燎宇が劉備であることに気づいていなかったが、倭の軍勢の人相見を見てその事実に気付く。
劉備に対して自分の精鋭を黒山賊と称して潜り込ませて挟撃、劉備軍を壊滅させる一方で、捕らえた張飛・関羽を解放することを承知で荀彧・典韋らに殺す様に命じるなど情を解する部分も存在する。
夏侯惇元譲（かこうとんげんじょう）
曹操軍の副将格。曹操の親族で精鋭部隊の黒騎兵を率いる。幼い時に曹操より「己の素直さを誇れ」と薫陶を受けて以来の忠臣。武勇は呂布にも一目おかれ、また荀彧と典韋が関羽と張飛を逃がしたときにも彼らにアドバイスを行っている。
夏侯淵妙才（かこうえんみょうさい）
曹操軍の副将格。曹操の親族で精鋭部隊の黒騎兵を率いる。
曹丕（そうひ）
曹操の息子。まだ二歳でありながら、董卓による献帝擁立の際には“世話係”という名目で人質として差し出された。同じく人質となった張飛を実の兄のように慕う。
荀彧（じゅんいく）
“王佐の才”と称えられる当代随一の知略・軍略の持ち主。袁紹軍に居たが、袁紹を見限り、彼の元を離れた。その後、曹操に参謀として勧誘されるが、それには曹操が後漢王朝の存続・繁栄のために働くことを、条件に出す。袁紹から離れた後、常元から逃げ出した関平を拾った。その時、関平が関羽と趙雲の子（関羽は養父）だと知る。
劉備と対面すると曹操の元につくことを決意。曰く「秀でた者と戦いたくなる性分」だから。
典韋（てんい）
曹操軍の将。“一振り三十首”の異名を持つ巨漢。巨体なため、馬ではなく牛に騎乗する。曹操のことを畏怖も含め、慕っている。曹操から荀彧と関平の徐州までの警固を命じられるが、それはもし荀彧が劉備と組むようであれば、荀彧を殺すよう密命されてのことだった。道中、関平に武芸を教える。

### 孫堅軍
孫堅文台（そんけんぶんだい）
孫堅軍の大将。漢王朝の臣として、また父としての強い自負心に基き行動する。澄明な性格で義を重んじ、華雄、劉備、華陀らとも意気投合する。
華陀に心臓の病を指摘され、療養を勧められるも袁術に孫権を人質とされた為、無理を押して荊州の劉表の元に進軍する。
自身の寿命が残り少ない事を孫策、劉備に打ち明けた後、戦場にて敵兵に自分を射掛けさせ戦場での死を息子達に示して天命を迎える。
孫策伯符（そんさくはくふ）
孫堅の長男。董卓による献帝擁立の際には“世話係”という名目で人質として差し出されたが、父・孫堅を信じて臆しなかった。同じく人質となった張飛を実の兄のように慕う。
戦場を駆け回る際は周瑜との抜群のコンビネーションを示しており、父に劣らぬ武勇を発揮している。
孫権仲謀（そんけんちゅうぼう）
孫堅の次男。孫堅の留守中に袁術に襲われ人質となる。父を縛らないよう自ら舌を噛んだが、華陀によって助けられる。
孫堅の死を目の当たりにした際、父の寿命について知らされていなかった為、自身を制止した劉備を父を見殺しにしたと思い込む。
父の死後、どこか捻くれた感情が目立つようになり、劉備や兄孫策らとも違う人生を歩もうとする。
周瑜公瑾（しゅうゆこうきん）
孫策の友人。孫権が攫われたことを聞き、孫策の元へ駆けつけた。女性ばかりの騎兵隊を率いる。
大喬（だいきょう）
孫策の恋人。藍眼で金髪の美女。住む家が教会のようである事から、ローマでの迫害から逃れてきたキリスト教徒の末裔だと思われる。
小喬（しょうきょう）
周瑜の恋人。姉と同じく藍眼で金髪の少女。病弱であるらしく、寝床からほとんど動けずにいる。

### 董卓軍
董卓仲穎（とうたくちゅうえい）
頭を下げるとき、必ず舌も出していることから、“舌出しの董卓”とも呼ばれる。一介の一地方官だったが王朝の後継者争いに乗じ、巧みに献帝の後ろ盾になることに成功した。相国（最高行政執官）にまで昇りつめ、“民はすべからく平等であるべし”という考えのもと専制を強行する。腹の内を小出しにしながら「影蠢」（かげむし）という忍者のような集団を操り、呂布を義子として従える。
全ての人間を兵か百姓にすることを目指し、強制移住、子供集め、偶像破壊、略奪といった圧政を敷く。それは董卓自身が貧しい百姓の生まれであることと、董卓が恋焦がれながらも百姓を蔑んで死んでいった葉春という女性との思い出が背景にあった。
過去の出来事から「無」に生きるような心境であったが、貂蝉と寝屋を供にする毎に己の心に徐々に色を取り戻す様になっていく。
貂蝉に自身の子供が宿った事を知り、その子供を抱いた時から人間らしい感情も取り戻すが、そこに隠された真実を知った際に怒り心頭に発し、貂蝉とその子供を処刑しようとする。
そこに処刑を止めようと呂布が乱入し、重傷を負った為自分の死を覚悟する。最後は貂蝉に抱かれ、葉春の幻影の中で天命を迎える。
呂布奉先（りょふほうせん）
狼に育てられ、狼を引き連れることから「養狼的猛男」（ヤンランダモンナン）とも呼ばれる。金髪にオッドアイという中央アジア系を伺わせる容貌に描かれる。武術に秀でるが行動は本能に基いており一貫性がない。狼や赤兎と心を通じ合う。
麗甘をつけ狙うが、麗甘を守るため自ら女を晒した趙雲を抱く。丁原、董卓と主を替える間にも趙雲のことが忘れられず、趙雲を愛している己に気付く。やがて趙雲から自分の子供（関平）がいることを知らされるが、董卓にもそれを知られ、やむなく忠犬を装う。
董卓死後、独立勢力として行動を始めた際、鮮卑の王族の一団と遭遇し、そこで自身の出生の秘密を知ることになる。
道基/華雄（どうき/かゆう）
董卓軍の武将。呂布の力量を高く評価し、呂布の部下となることを望む。また、かつては燎宇（劉備）、孫堅とも意気投合した。
実は倭人で、倭の使節団として朝貢する途中で通訳の常元に嵌められ、倭の親書や献上品諸々を奪われた。命以外の全てを失い、おめおめと祖国にも帰れず彷徨っていた所を董卓に拾われた。人を人として扱わない董卓に反発する一方、拾われた恩義も感じている。
圧倒的不利に立つ孫堅軍に対してそれを攻めるは不義と考え、孫堅との一騎討ちを挑み敗北。劉備や孫堅に看取られながら死亡。
貂蟬（ちょうせん）
西国から来た踊り子を称するが、正体は漢王室の血を引く涼州一の名門・劉家の16代目当主。圧政に苦しむ民のために、13歳にして辺丹・辺水親子と共に“涼州の乱”を蜂起した。反乱軍は呂布率いる董卓軍に討ち破られたが、一人でも闘い続けることを誓い自分の肉体を武器にしようと閨の技を身に付けた。
負傷した張飛を助けたことから劉備や関羽と知り合う。事情を知った劉備に労われるが、その情を振り払い、単身洛陽へ乗り込む。
関羽が救出に来た時にも、献帝を見捨てられぬ思いと自分は漢王朝の臣であるという事から王宮に残る事を伝え、簪を彼に託す。
董卓死後も献帝の側に仕えており、漢王朝に身を捧げる決意を固めている。
陳宮公台（ちんきゅうこうだい）
小男だが知略に優れ、己の才を生かす主君を求める。県令として劉備、次いで曹操に知り合うがどちらも己の才を生かせないと考え、劉備の誘いも断る。やがて劉備から託された呂布に惹かれ始め、彼についていく事を決意する。
「武は有れども、不器用な武将」が仕えるに一番ふさわしいと考えており、彼はそれに最も合致していると言える。

### 後漢
協王子・献帝（けんてい）
霊帝の次男、弁王子（少帝弁）の弟。董卓に擁立され帝位に就く。明朗快活な性格で、幼時から母と共に曹操を慕う。張飛、貂蝉、王允らにも心を開き、権力争いに翻弄されながらも国を変えようと志す。
何進遂高（かしんすいこう）
蹇碩（けんせき）
楊奉（ようほう）
漢王朝の臣下。李傕に反抗した為に両腕と両目を失う。
献帝らを長安から脱出させる手引きをし、さらにかつて率いていた「白波黄巾党」を引きつれて救援に来るなど、献帝と漢王朝に絶対の忠誠心を持つ。
王允子師（おういんしし）
漢王朝の大臣。献帝と共に国を憂い、董卓の暗殺を画策するが、徐々に自身も天下を牛耳る野望を抱き始める。
袁紹本初（えんしょうほんしょ）
名門袁家の長男。曹操の幼馴染で、お坊ちゃん育ち。そのためか「苦労知らずの青瓢箪(荀彧談)」と評価される小物。腹に黒い虫を飼っていると評され、本性は陰険な人物。外見のモデルはリリー・フランキー。
袁術公路（えんじゅつこうろ）
袁紹の弟。髪を短く刈り込んでいる。小心な策謀家として描かれがちだった他作品に比べると荒々しい言動、外見が特徴。後年の暴君を思わせる傍若無人の振る舞いをする。孫権を人質にして孫堅・孫策を荊州攻めに利用するなど「外道(孫堅談)」っぷりが目立つ。外見のモデルは清原和博。
劉焉君郎（りゅうえんくんろう）
幽州刺史。世の乱れに乗じて新たな王朝を起つ野望を秘める。野望実現の為に烏桓、鮮卑から兵馬を集めるが、曹操に見破られ曹操暗殺を計画。この間に黄巾の乱首謀者の張角を秘密裏に捕縛している。劉備・呂布の2人に兵5000を与える事を条件に曹操暗殺を依頼したが、呂布によって張角を奪われると、烏桓の兵を使い曹操・劉備をまとめて潰そうとした。
馬騰寿成（ばとうじゅせい）
長安城壁の守備隊長。後漢王朝に仕え、董卓を嫌っており、劉備や呂布が董卓を討とうと行動した時には援軍を率いたりする。言わずと知れた馬超の父親である。

### 黄巾賊
張角
徐東（じょとう）
張宝（ちょうほう）
張梁（ちょうりょう）
波才（はさい）
趙弘（ちょうこう）

### 幽州
明鈴
幽州の村の少女。海を渡って幽州に辿り着いた燎宇を家に招き、貧乏で食べる物が無いのにも関わらず燎宇に食事を与えようとした。黄巾に志願した兄が県尉に逮捕・斬首され、麗甘に面倒を見てもらっていたが、劉備一味の県尉殺しの罪を村全体が負わされて村を焼き討ちされ、兵の流れ矢に当たって死亡した。
花琳
農民の娘。張飛に好意を抱かれていたが、ある日劉備に強姦される。この出来事を知った張飛も劉備が恐くて逆らえず、自分に何もしなかった張飛を憎んでいた。燎宇の劉備殺害後、燎宇によって再び張飛と対面。張飛に謝罪された後、立派な男になって帰って来る事を張飛に望み、幽州で帰りを待つ。

### 邪馬台国
卑弥呼
邪馬台国の女王。当時奴国の将であった燎宇の活躍もあり戦乱が続いていた倭を統一。燎宇とは恋愛関係にあり、燎宇と共に邪馬台国を統治する事を望んでいたが燎宇の“覇”を握る野望を認め別離した。
廉
邪馬台国の臣。燎宇を殺害して卑弥呼を篭絡させる計画を立てたが、刺客を全て燎宇に殺され失敗。卑弥呼の手により短剣で股間を刺され、宦官として生きる事となった。

### その他
白夜
呂布を育てた狼。人の力量を見抜き、人心を解して呂布を止めることもある。死の前に関平の元を訪れ、その首巻きを呂布に届けて力尽きた。
赤兎
呂布の愛馬。かつて野生馬の群れを率いていたが、山火事で群れを失った。その時に額に赤い兎のような火傷を負ったことから、“赤兎”と名づけられた。董卓が呂布に異民族の兵の調練を依頼する際、報酬として与えた。呂布いわく、趙雲と同じ瞳をしている。
華陀
流浪の名医。国中を旅して人を観察するのに長け、軍師もどきの分析もできる。孫権が自害した際に、孫堅の復讐を恐れた袁術に呼び出された。華陀は孫権の噛み切った舌を縫い合わせて助けた。孫堅の心臓の病を一目で見抜き、治療を勧める。
振り仮名が全て「かた」で統一されている。
常元
倭人であり、盗人の子供らしい。倭からの使節を騙し打ちして成り済ますも曹操に見破られ、奴隷となる。奴隷を逃げ出した後は董卓に曹操、袁術と時の権力者の間を渡り歩き、何度も絶体絶命の危機に瀕しながらもあざとく生き抜き、物語のさまざまな局面で彼が動くたびに天下が動く本作の裏の主役とも言える役割を果たす。